# Freilla abjecta
Freilla abjecta là một loài bướm đêm trong họ Noctuidae.